# Lungmognad
Lungmognad hos foster börjar i och med att lungornas alveoler bildas, vanligen i 26:e graviditetsveckan. Den är avslutad kring vecka 32. Det går att på farmakologisk väg stressa fostret till att utveckla alveolerna tidigare.